# Partido Trabalhista da Dominica
O Partido Trabalhista da  Dominica (em inglês: Dominica Labour Party) é um partido político  social-democrata em Dominica. Fundado em 1955 por Phyllis Shand Allfrey e Christopher Emmanuel Loblack, é o mais antigo partido político em Dominica. Ele primeiro concorreu nas eleições gerais em 1961, vencendo 7 das 11 cadeiras.

## Resultados eleitorais

### Eleições legislativas
| Data | Votos  | %         | Deputados | +/- | Status            |
| ---- | ------ | --------- | --------- | --- | ----------------- |
| 1961 | 7 848  | 47,5 (#1) | 7 / 11    |     | Governo           |
| 1966 | 11 735 | 65,0 (#1) | 10 / 11   | 3   | Governo           |
| 1970 | 9 877  | 49,9 (#1) | 8 / 11    | 2   | Governo           |
| 1975 | 10 523 | 49,3 (#1) | 16 / 21   | 8   | Governo           |
| 1980 | 5 326  | 16,8 (#3) | 0 / 21    | 16  | Extra-parlamentar |
| 1985 | 13 014 | 39,1 (#2) | 5 / 21    | 5   | Oposição          |
| 1990 | 7 860  | 23,5 (#3) | 4 / 21    | 1   | Oposição          |
| 1995 | 11 064 | 29,8 (#3) | 5 / 21    | 1   | Oposição          |
| 2000 | 15 362 | 42,9 (#2) | 10 / 21   | 5   | Governo           |
| 2005 | 19 741 | 52,1 (#1) | 12 / 21   | 2   | Governo           |
| 2009 | 22 262 | 61,3 (#1) | 18 / 21   | 6   | Governo           |
| 2014 | 23 208 | 57,0 (#1) | 15 / 21   | 3   | Governo           |